# Emil Lyng
Emil Lyng (ur. 3 sierpnia 1989 w Kolding) – duński piłkarz występujący na pozycji napastnika w klubie Esbjerg fB. Mierzy 188 cm wzrostu.

## Kariera
Emil Lyng w 2008 roku trafił do Aarhus GF. Pół roku później został piłkarzem francuskiego Lille OSC. W Ligue 1 zadebiutował 18 października 2008 roku w meczu z Olympique Lyon. W lidze zagrał jeszcze trzy mecze, za każdym razem wchodząc pod koniec spotkania. W 2009 roku został wypożyczony do belgijskiego SV Zulte-Waregem. W Jupiler League zadebiutował 7 lutego 2010 roku w meczu z Club Brugge. W tym meczu zdobył swoją jedyną bramkę dla drużyny z Flandrii Zachodniej. Po zakończeniu sezonu 2009/10, powrócił do Lille. W latach 2011–2012 reprezentował barwy Lausanne Sports, a od 2013 roku jest zawodnikiem klubu Esbjerg fB.
Lyng ma za sobą kilka meczów w młodzieżowych reprezentacjach swojego kraju.